# Al-Gharija al-Gharbijja
Al-Gharija al-Gharbijja (arab. الغارية الغربية)  – miasto w Syrii, w muhafazie Dara. W 2004 roku liczyło 9784 mieszkańców.